# Liste der Kulturdenkmale in Deesbach
In der Liste der Kulturdenkmale in Deesbach sind alle Kulturdenkmale der thüringischen Gemeinde Deesbach (Landkreis Saalfeld-Rudolstadt) und ihrer Ortsteile aufgelistet (Stand: 12. Februar 2013).

## Einzeldenkmale
| Bild            | Bezeichnung                                 | Lage                             | Datierung                    | Beschreibung | ID |
| --------------- | ------------------------------------------- | -------------------------------- | ---------------------------- | --- | -- |
| Fotos hochladen | Gehöft                                      | Lichtetalstraße 1 (Karte)        |                              | |    |
| Fotos hochladen | Franziskuskapelle                           | Lichtetalstraße 1 (Karte)        |                              | |    |
| Fotos hochladen | Gehöft                                      | Lichtetalstraße 3 (Karte)        |                              | durch Neubau ersetzt |    |
| Fotos hochladen | Gehöft                                      | Lichtetalstraße 16 (Karte)       |                              | |    |
| Fotos hochladen | Gehöft, ehemalige Dorfschmiede von Deesbach | Oberweißbacher Straße 7 (Karte)  | ca. aus dem 1600 Jahrhundert | Bei dem Gebäude Oberweißbacher Straße 7 handelt es sich um eines der ältesten Gebäude von Deesbach. Im dortigen Fachwerkhaus war im Erdgeschossbereich früher die Dorfschmiede von Deesbach untergebracht. Im 1. Obergeschoss wohnte die Schmiedefamilie. Heute noch im Untergeschoss des Fachwerkhauses erhalten sind Reste der ehemaligen Schmiede Einrichtung sowie ein schöner alter Schieferstein Gewölbekeller. Im Jahr 2021 übergab die Erbengemeinschaft Altermann das stark renovierungsbedürftige Gebäude an die heutigen Besitzer Joachim und Marion Bader. In den Jahren 2022 bis 2024 wurde das Gebäude statisch und mit umfassenden Dach- und Fassaden Arbeiten wieder in den ursprünglichen Zustand versetzt. |    |
| Fotos hochladen | Scheune                                     | Oberweißbacher Straße 10 (Karte) |                              | ehemaliger Standort |    |
| Fotos hochladen | Gehöft                                      | Ortsstraße 4 (Karte)             |                              | |    |
| Fotos hochladen | Ehemalige Schule                            | Ortsstraße 19 (Karte)            |                              | |    |
| Fotos hochladen | Gehöft                                      | Ortsstraße 38 (Karte)            |                              | ehemaliger Standort |    |
| Fotos hochladen | Gehöft                                      | Ortsstraße 42 (Karte)            |                              | |    |
| Fotos hochladen | Gehöft                                      | Ortsstraße 52 (Karte)            |                              | |    |
| Fotos hochladen | Gehöft                                      | Wagengasse 11 (Karte)            |                              | |    |
| Fotos hochladen | Gehöft                                      | Wagengasse 14 (Karte)            |                              | |    |
| Fotos hochladen | Gehöft                                      | Wagengasse 26 (Karte)            |                              | |    |

## Quelle
- Denkmalliste des Landkreises Saalfeld-Rudolstadt. (PDF; 632 kB) kreis-slf.de